# Rogacz (dopływ Czercza)
Rogacz (Rochacz, Rohacz) – potok, lewy dopływ Czercza o długości 3,63 km i powierzchni zlewni 4,07 km².

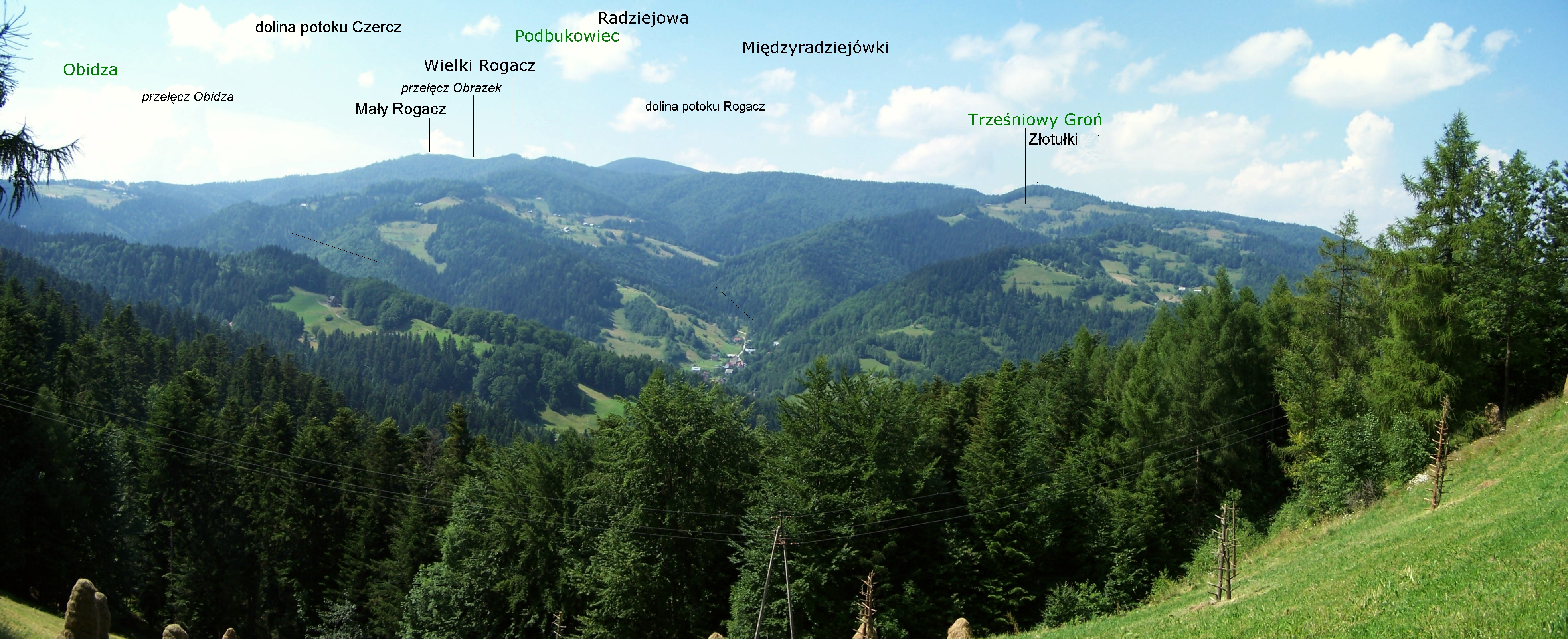
Widok na dolinę Rogacza z północnego grzbietu Eliaszówki

Potok płynie w Beskidzie Sądeckim. Jego źródła położone są na wysokości około 1020 m na południowo-wschodnich stokach Wielkiego Rogacza w Paśmie Radziejowej. Zasilany jest przez kilka potoków spływających z grzbietu Wielki Rogacz – Międzyradziejówki – Złotułki, z polany Podbukowiec i polany Trześniowy Groń. Uchodzi do Czercza jako jego lewy dopływ. Zlewnia potoku znajduje się w obrębie miejscowości Piwniczna-Zdrój w województwie małopolskim, w powiecie nowosądeckim.